# Yola Letellier
Yola Letellier, née Yvonne Henriquet est une socialite française, qui inspira à Colette la nouvelle Gigi. Troisième femme du patron de presse Henri Letellier, elle eut des aventures avec d'autres hommes, dont une avec Lord Louis Mountbatten de 1932 à sa mort en 1979.

## Gigi
Yola est généralement considérée comme le modèle du personnage principal de la nouvelle de Colette de 1944, Gigi,,. devenue la base d'un film français de 1949 dans lequel Gigi était interprétée par Danièle Delorme ; d'une adaptation théâtrale de 1951 par Anita Loos, dans laquelle Colette a confié le rôle de Gigi à Audrey Hepburn, encore inconnue, et d'un film musical de 1958, récompensé par un Oscar, avec Leslie Caron, sur une partition d'Alan Jay Lerner et Frederick Loewe .
Dans la nouvelle, Gigi est une adolescente éduquée pour devenir une courtisane, afin de fournir de la compagnie et une stimulation intellectuelle en plus du sexe, et qui épouse un homme riche plus âgé. Dans la vraie vie, Yola a épousé Henri Letellier, de 36 ans son aîné, qui était un riche investisseur, propriétaire du Journal, un journal parisien chic, et maire de Deauville de 1925 à 1928. La famille de Letellier possédait également des hôtels et des casinos en Normandie 
.
Yola était la troisième femme de Letellier . Colette a observé les jeunes mariés Yola et Henri en 1926 dans un hôtel de la Côte d'Azur, où ils étaient tous invités. Les deux propriétaires de l'hôtel étaient les courtisanes qui avaient élevé Yola.
Décrite comme une "jeune fille extrêmement séduisante, à l'allure garçonne, aux cheveux coupés et au petit nez retroussé", Yola a fait partie des personnes photographiées par les Frères Séeberger, pionniers de la photographie de mode de rue en France, portant des vêtements de maisons de haute-couture telles que Chanel.

## Les liaisons
Yola Letellier a entretenu simultanément trois relations : avec son mari, avec son "amant officiel" István Horthy (fils aîné de Miklós Horthy, régent du royaume de Hongrie de 1920 à 1944, il fut tué pendant la Seconde Guerre mondiale) , et avec Lord Louis Mountbatten de 1932 jusqu'à sa mort.
C'est Mary Jayne Gold, une amie proche rencontrée en skiant à Davos, qui lui présenta Horthy.
Yola et Mountbatten se sont rencontrés lors d'un bal à Deauville en 1932, où ils ont dansé une valse viennoise et où les autres danseurs se sont arrêtés pour les applaudir. Mountbatten a affirmé qu'il s'agissait de sa première liaison extraconjugale. Yola fut sa principale maîtresse jusqu'à sa mort en 1979,. Selon la rumeur, Mountbatten aurait installé un lit double escamotable dans sa Rolls-Royce Phantom II de 1931 pour Yola.
Louis Mountbatten et sa femme, Edwina, menaient une vie de famille inhabituelle. Peu après le début de la liaison de Mountbatten avec Yola, Edwina Ashley, elle-même une croqueuse d'hommes, la rencontra à Paris. "Votre fille est douce", écrivit Edwina à son mari "et je l'aime bien et nous nous sommes entendus à merveille et sommes maintenant copines et je déjeune avec elle chez elle mardi ! !!" Yola devint une amie proche des deux Mountbatten, ainsi que de leurs deux enfants,. "Yola ne vivait pas avec nous mais nous rendait fréquemment visite, nous apportant de charmants cadeaux", selon la fille cadette, Pamela,. Ces cadeaux comprenaient une robe de paysanne française et un teckel à poils courts. Edwina et les enfants ont même rendu visite à Yola et Henri Letellier dans leur maison en France[22].

## Sources
- Pamela Hicks, Daughter of Empire: My Life as a Mountbatten, Simon and Schuster, 2014 (ISBN 9781476733821, lire en ligne)